# تيم غالاغير
تيم غالاغير (بالإنجليزية: Tim Gallagher)‏ هو عالم طيور وصحفي ومؤلف أمريكي، ولد في القرن العشرين.